# Poľany
Poľany es un municipio del distrito de Trebišov en la región de Košice, Eslovaquia, con una población estimada a final del año 2024 de 479 habitantes.
Se encuentra ubicado al este de la región, en la cuenca hidrográfica del río Ondava (afluente del río Bodrog que, a su vez, lo es del Tisza), y cerca de la frontera con la región de Prešov y Hungría.

## Demografía
| Año        | 1994 | 2004  | 2014    | 2024     |
| ---------- | ---- | ----- | ------- | -------- |
| Población  | 460  | 529   | 557     | 479      |
| Diferencia |      | +15 % | +5,29 % | −14,00 % |

| Año        | 2023 | 2024    |
| ---------- | ---- | ------- |
| Población  | 482  | 479     |
| Diferencia |      | −0,62 % |